# Spiloxene scullyi
Spiloxene scullyi är en enhjärtbladig växtart som först beskrevs av John Gilbert Baker, och fick sitt nu gällande namn av Sidney Garside. Spiloxene scullyi ingår i släktet Spiloxene och familjen Hypoxidaceae. Inga underarter finns listade i Catalogue of Life.